# April Smith and the Great Picture Show
April Smith and the Great Picture Show – amerykański zespół z Brooklynu wykonujący folk rock/indie pop.

## Styl muzyczny
W stylu opisanym jako „burleskowe spaghetti” oraz „melodramatyczny pop”, April Smith i jej zespół miesza ze sobą indie pop, folk rock i swing. Jest przy tym pod szerokim spectrum wpływów: od The Beatles, The Doors i Queen do Edgara Allana Poe i Wesa Andersona.

## Dyskografia
- Live from the Penthouse (2008)
- Songs for a Sinking Ship (2010)

## Songs for a Sinking Ship
23 lutego 2010 zespół wydał pierwszy album studyjny, „Songs for a Sinking Ship”. Został on sfinansowany przez fanów za pośrednictwem strony Kickstarter. „Drop Dead Gorgeous”, jedna z piosenek z albumu, została wyróżniona na listach: Top 10 Pop Songs of 2010 i Top 100 Songs of 2010 witryny Amazon.com.

## Obecność w telewizji
Muzyka zespołu April Smith and the Great Picture Show jest używana w telewizyjnych promach oraz w odcinkach seriali. „Terrible Things” została użyta w promocji trzeciego sezonu Californication na Showtime, w napisach końcowych jednego z odcinków Trawki, a także w promocji szóstego sezonu.